# Miramont-Latour
Miramont-Latour is een gemeente in het Franse departement Gers (regio Occitanie) en telt 142 inwoners (2005). De plaats maakt deel uit van het arrondissement Condom.

## Geografie
De oppervlakte van Miramont-Latour bedraagt 9,6 km², de bevolkingsdichtheid is 14,8 inwoners per km².
De onderstaande kaart toont de ligging van Miramont-Latour met de belangrijkste infrastructuur en aangrenzende gemeenten.

## Demografie
Onderstaande figuur toont het verloop van het inwonertal (bron: INSEE-tellingen).